# Zé Ramalho
Pour les articles homonymes, voir Ramalho.
Zé Ramalho (né José Ramalho Neto le 3 octobre, 1949 - Brejo do Cruz - Paraiba, Brésil) est un compositeur et chanteur brésilien.
Comme de nombreux musiciens de son époque, il a d'abord été influencé par le rock 'n' roll. Cependant, à l'âge de 20 ans, sa musique s'est orientée vers les styles du Nord-Est brésilien. Les paroles de Zé Ramalho sont très influencées par les difficultés socio-économiques du Brésilien moyen. Dans ses tout-débuts (album "Paebiru" (1974)), Zé Ramalho a flirté avec le folk Brésilien psychédélique avec un grand succès en compagnie du musicien Lula Côrtes. Aujourd'hui, les copies vinyles de son album de 1975 sont très recherchées et très cotées par les collectionneurs internationaux.
Zé Ramalho a enregistré 17 albums solo et collaboré avec les plus grands musiciens du Brésil comme Vanusa, Geraldo Azevedo, Sepultura et Alceu Valença par exemple. Zé Ramalho est aussi le cousin d'Elba Ramalho, une compositrice et musicienne très connue.

## Discographie
- 1975 - "Paêbirú" (with Lula Côrtes)
- 1977 - "Zé Ramalho"
- 1979 - "A Peleja do Diabo com o Dono do Céu"
- 1981 - "A Terceira Lâmina"
- 1982 -  "Força Verde"
- 1983 - "Orquídea Negra"
- 1984 - "Pra Não Dizer que Não Falei de Rock ou Por Aquelas que Foram Bem Amadas"
- 1985 - "De Gosto, de Água e de Amigos"
- 1986 - "Opus Visionário"
- 1987 - "Décimas de um Cantador"
- 1992 - "Frevoador"
- 1996 - "Cidades e Lendas"
- 1997 - "Antologia Acústica"
- 1998 - "Eu Sou Todos Nós"
- 2000 - "Nação Nordestina"
- 2001 - "Zé Ramalho Canta Raul Seixas"
- 2002 - "O Gosto da Criação"
- 2003 - "Estação Brasil"
- 2005 - "Zé Ramalho Ao Vivo"